# Christopher Cullen
Christopher Cullen (* 1946) ist ein britischer Wissenschaftshistoriker und Mathematikhistoriker der chinesischen Wissenschaften.
Cullen studierte Ingenieurwissenschaften an der Universität Oxford, promovierte dann aber in Sinologie an der Universität London. 1977 bis 1981 war er Forschungsstipendiat an der Clare Hall der Universität Cambridge. Ab 1988 war er Lecturer in ostasiatischer Wissenschaftsgeschichte an der School of Oriental and African Studies der Universität London. 1992 wurde er stellvertretender Direktor des Needham Research Institute (NRI) der Universität Cambridge. 2002 bis 2014 war er Direktor des NRI, wo er seit 2007 eine Ehrenprofessur in ostasiatischer Wissenschaftsgeschichte hat und seit 2005 Fellow des Darwin College ist. Er war mehrfach Gastprofessor in China.
Er befasst sich insbesondere mit der Geschichte der Mathematik, Astronomie und Medizin in China. Er war seit seiner Gründung 1990 Sekretär und ab 2005 Präsident der International Society for the History of East Asian Science, Technology and Medicine. Von 1992 bis 2014 war er Herausgeber der von Joseph Needham begonnenen Buchreihe Science and Civilisation in China. Er ist korrespondierendes Mitglied der International Academy for the History of Science und hat eine Ehrenprofessur der Chinesischen Akademie der Wissenschaften.

## Schriften
- Astronomy and Mathematics in Ancient China. The Zhou bi suan jing. Cambridge University Press, 1996 (Ausgabe eines der ältesten chinesischen mathematischen Texte, des Zhoubi suanjing, mit Kommentar zur chinesischen Mathematik- und Astronomiegeschichte)
- The Dragon’s Ascent. Hongkong 2001 (Chinesische Kultur- und Wissenschaftsgeschichte, Begleitbuch einer gleichnamigen Fernsehserie)
- mit Vivienne Lo: Medieval Chinese medicine. The Dunhuang medical manuscripts. Routledge 2004 (Texte aus der Höhlenbücherei der Mogao-Grotten von Dunhuang, die Aurel Stein fand)
- The Suan Shu Shu Image, “Writings on reckoning”: Rewriting the history of early Chinese mathematics in the light of an excavated manuscript. In: Historia Mathematica, Band 34, 2007, S. 10–44
- Christopher Cullen: Heavenly numbers: astronomy and authority in early imperial China. First edition Auflage. Oxford 2017, ISBN 978-0-19-873311-9.